# El Triunfo de la Cruz
El Triunfo de la Cruz är en ort i Honduras.   Den ligger i departementet Atlántida, i den nordvästra delen av landet, 190 km norr om huvudstaden Tegucigalpa. El Triunfo de la Cruz ligger 144 meter över havet och antalet invånare är 2 190.
Terrängen runt El Triunfo de la Cruz är kuperad åt sydost, men åt nordväst är den platt. Havet är nära El Triunfo de la Cruz åt nordväst. Runt El Triunfo de la Cruz är det ganska tätbefolkat, med 72 invånare per kvadratkilometer. Närmaste större samhälle är Tela, 3,7 km väster om El Triunfo de la Cruz. 